# Пудил, Адам
Адам Пудил (чеш. Adam Pudil; род. 7 апреля 2005, Supíkovice) — чешский футболист, вингер клуба «Славия Прага».

## Клубная карьера
Пудил — воспитанник клубов «Татран Супековице», «Ешеник» и пражской «Славии». 10 марта 2022 года в поединке Лиги конференций против австрийского ЛАСКа Адам дебютировал за основной состав последнего.